# Eli Stone
Eli Stone is een Amerikaanse televisieserie die voor het eerst uitgezonden werd op 31 januari 2008. In de serie speelt Jonny Lee Miller de titelrol van Eli Stone, top-advocaat te San Francisco.
Eli Stone komt er via een visioen achter dat hij een aneurysma in zijn hoofd heeft. Hij weet dat zijn leven ieder moment ten einde kan zijn en besluit alleen nog maar goede daden te verrichten. Hij krijgt in elke aflevering weer een nieuw visioen en deze moet hij leren begrijpen. Het gebeurt ook regelmatig dat zijn visioen in de vorm van een muzieknummer voorkomt. Deze visioenen worden veroorzaakt door zijn aneurysma.
Een oosterse geneeskundige, Dr. Chen (James Saito), helpt hem bij het begrijpen van deze visioenen. Volgens deze dokter is hij een profeet. De visioenen zijn meestal wazig, maar zodra hij ze begrijpt verricht hij een goede daad.
Eli Stone is verloofd geweest met Taylor Wethersby (Natasha Henstridge), de dochter van zijn baas Jordan Wethersby (Victor Garber).
Eli Stone is voorlopig stilgelegd. Er is zelfs een mogelijkheid dat ze niet meer uitgezonden worden op tv, maar dat de 4 afleveringen zonder zendrechten op ABC.com worden geplaatst.

## Serie overzicht
| Seizoen | Seizoen | Afleveringen | Oorspronkelijk uitgebracht | DVD uitgave       |
| ------- | ------- | ------------ | -------------------------- | ----------------- |
|         | 1       | 13           | 2008                       | September 2, 2008 |
|         | 2       | 13           | 2008 - 2009                | -                 |

### Seizoen 1
| #  | Titel Aflevering            | Uitzenddatum VS   | Muziek-nummer |
| -- | --------------------------- | ----------------- | --- |
| 1  | Faith                       | Januari 31, 2008  | "Faith" door George Michael |
| 2  | Freedom                     | Februari 7, 2008  | "Freedom" (Victor Garber en een vrouwelijk koor) |
| 3  | Father Figure               | Februari 14, 2008 | |
| 4  | Wake Me Up Before You Go-Go | Februari 21, 2008 | "Good Lovin'" (een groep bestaande uit Chris Diamantopouloses) |
| 5  | One More Try                | February 28, 2008 | "One More Try" (Loretta Devine en een gospel koor) |
| 6  | Something To Save           | March 6, 2008     | "Who'll Stop the Rain" (Victor Garber en advocaten) |
| 7  | Heal The Pain               | March 13, 2008    | "Older" door George Michael |
| 8  | Praying For Time            | March 20, 2008    | "I Feel the Earth Move" (Natasha Henstridge and Julie Gonzalo) |
| 9  | I Want Your Sex             | March 27, 2008    | "Don't Let the Sun Go Down On Me" (Victor Garber), "I Got You Babe" (Natasha Henstridge and Sam Jaeger), "Amazing" (George Michael), "I Can Taste Love" Claess & Willumsen |
| 10 | Heartbeat                   | April 3, 2008     | |
| 11 | Patience                    | April 10, 2008    | |
| 12 | Waiting For That Day        | April 13, 2008    | "The One You Knew" door Joshua Radin |
| 13 | Soul Free                   | April 17, 2008    | "Feeling Good" (George Michael en cast) |

### Seizoen 2
| #  | Titel Aflevering             | Uitzenddatum VS  | Muziek-nummer                                    |
| -- | ---------------------------- | ---------------- | ------------------------------------------------ |
| 1  | The Path                     | 14 oktober 2008  | "Dancing in the Street" (Loretta Devine en cast) |
| 2  | Grace                        | 21 oktober 2008  | "Hit Me With a Hot Note" (Katie Holmes)          |
| 3  | Unwritten                    | 28 oktober 2008  |                                                  |
| 4  | Should I Stay or Should I Go | 11 november 2008 |                                                  |
| 5  | The Humanitarian             | 18 november 2008 | "You Don't Mess Around with Jim" (Victor Garber) |
| 6  | Happy Birthday Nate          | 2 december 2008  |                                                  |
| 7  | Help!                        | 9 december 2008  | "A Change is Gonna Come", and "Crazy" by Seal.   |
| 8  | Owner of a Lonely Heart      | 16 december 2008 |                                                  |
| 9  | Two Ministers                | 30 december 2008 | "This Night" by Billy Joel.                      |
| 10 | Sonoma                       | 13 maart 2009    | onbekend                                         |
| 11 | Mortal Combat                | 20 maart 2009    | onbekend                                         |
| 12 | Tailspin                     | 27 maart 2009    | onbekend                                         |
| 13 | Flight Path                  | 3 april 2009     | onbekend                                         |

## Landen waar Eli Stone wordt uitgezonden
De onderstaande data zijn niet precies, maar liggen wel dicht tegen de première aan. Deze data gaan over seizoen 1, er is inmiddels namelijk ook al een seizoen 2.
| Land             | Netwerk       | Uitgezonden vanaf |
| ---------------- | ------------- | ----------------- |
| Verenigde Staten | ABS Studios   | 31 januari 2008   |
| Australië        | channel seven | 31 januari 2008   |
| Zuid-Afrika      | M-Net         | 31 januari 2008   |
| Canada           | CTV           | 31 januari 2008   |
| Spanje           | Antenna 3     | 31 januari 2008   |
| Slowakije        | AXN           | 31 januari 2008   |
| Hongarije        | AXN           | 31 januari 2008   |
| Tsjechië         | AXN           | 31 januari 2008   |
| Roemenië         | AXN           | 31 januari 2008   |
| Bulgarije        | AXN           | 31 januari 2008   |
| Latijns-Amerika  | Sony          | 31 januari 2008   |
| Duitsland        | ProSieben     | 31 januari 2008   |
| Portugal         | FOX-Life      | 31 januari 2008   |
| Nieuw-Zeeland    | TV2           | 31 januari 2008   |
| Polen            | FOX-Life      | 8 september 2008  |
| Nederland        | Net5          | 24 november 2008  |